# Strada nazionale 55 dell'Abetone
La strada nazionale 55 dell'Abetone era una strada nazionale del Regno d'Italia, che congiungeva Nogara a Firenze, valicando l'Appennino Tosco-Emiliano attraverso l'omonimo passo.
Venne istituita nel 1923 con il percorso "Nogara - Poggio Rusco - Modena - Pievepelago - S. Marcello - Ponte Petri - Pistoia - Firenze".
Nel 1928, in seguito all'istituzione dell'Azienda Autonoma Statale della Strada (AASS) e alla contemporanea ridefinizione della rete stradale nazionale, il suo tracciato costituì un tratto intermedio della strada statale 12 dell'Abetone e del Brennero (da Nogara a San Marcello Pistoiese) e l'intera strada statale 66 Pistoiese (da San Marcello Pistoiese a Firenze).